# 金廣植
金廣植（韓語：김광식，1971年7月30日—），韓國男演員。

## 演出作品

### 電視劇
- 2007年：SBS《錢的戰爭》飾演 秀表
- 2007年：SBS《愛情殺手吳水晶》飾演 私債業者
- 2008年：SBS《一枝梅》
- 2008年：MBC《每天夜晚》飾演 贓物經銷商業者
- 2012年：MBC《Dr. JIN》飾演 花豚
- 2014年：SBS《Hi! School - Love On》飾演 金廣植
- 2015年：MBC《輝煌或瘋狂》飾演 白總賢
- 2017年：KBS《Andante》飾演 朴英均
- 2017年：MBC《20世紀少男少女》飾演 張奇峰
- 2019年：JTBC《耀眼》飾演 炳秀
- 2019年：TV朝鮮《Leverage：詐騙操作團》飾演 朴基浩
- 2020年：Channel A《Touch》飾演 韓秀哲
- 2020年：tvN《哲仁王后》飾演 趙德文
- 2021年：KBS《Oh！珠仁君》飾演 劉大英
- 2022年：Disney+《第六感之吻》飾演 徹龍
- 2023年：JTBC《離婚律師申晟瀚》飾演 鄭司機
- 2023年：tvN《潘多拉：被操縱的樂園》飾演 安勝民
- 2024年：ENA《Crash》飾演 高材德
- 2024年：JTBC《她的日與夜》飾演 車在城

### 電影
- 2001年：《白蘭》
- 2002年：《拯救老公大作戰》
- 2003年：《拯救綠色星球！》
- 2004年：《我的朋友好野蠻》
- 2006年：《電台明星》
- 2007年：《美麗星期天》
- 2007年：《野蠻老師2》
- 2007年：《飛吧！水班長》
- 2007年：《生人解剖》
- 2007年：《我的父親》
- 2008年：《Radio Days》
- 2011年：《奇怪的客人們》
- 2012年：《優秀先生》
- 2013年：《珍貴的愛情》飾演 紅酒吧客人（友情出演）
- 2015年：《速度》飾演 教練
- 2017年：《蚯蚓》（特別出演）
- 2018年：《德九》飾演 聖福
- 2018年：《倖存的孩子》飾演 成社長
- 2019年：《1919柳寬順》飾演 松崎（特別出演）
- 2020年：《午夜》飾演 中年男子（特別出演）
- 2022年：《非常宣言》飾演 管制組長
- 2024年：《她死了》飾演 韓素拉的父親（特别出演）